# Stylochus tripartitus
Stylochus tripartitus är en plattmaskart. Stylochus tripartitus ingår i släktet Stylochus och familjen Stylochidae. Inga underarter finns listade i Catalogue of Life.